# Bundesstraße 77
Bundesstraße 77 er en primærrute i det nordlige Tyskland mellem Bustrup (Busdorf) ved Slesvig by og Breitenburg. 